# فیبا آسیا
فیبا آسیا (به انگلیسی: FIBA Asia) از نهادهای فدراسیون بین‌المللی بسکتبال (FIBA) است که شامل ۴۴ فدراسیون در آسیا می‌باشد.

## مسابقات فعلی
1. جام فیبا آسیا (مردان) ۳۲ دوره
2. جام بسکتبال زنان آسیا (زنان) ۳۰ دوره
3. قهرمانی زیر ۱۸ سال مردان آسیا ۲۶ دوره
4. قهرمانی زیر ۱۸ سال زنان آسیا ۲۶ دوره
5. قهرمانی زیر ۱۶ سال مردان آسیا ۷ دوره
6. قهرمانی زیر ۱۶ سال زنان آسیا ۷ دوره
7. قهرمانی سه نفره مردان آسیا ۶ دوره
8. قهرمانی سه نفره زنان آسیا ۶ دوره
9. قهرمانی زیر ۱۸ سال سه نفره مردان آسیا ۶ دوره
10. قهرمانی زیر ۱۸ سال سه نفره زنان آسیا ۶ دوره

مجموع ۱۵۰ دوره مسابقه تا پایان سال ۲۰۲۳ میلادی برگزار شده است.

## قهرمانان کنونی
| رقابت                          | سال  | قهرمان     | نایب قهرمان            | سوم         |
| ------------------------------ | ---- | ---------- | ---------------------- | ----------- |
| جام بسکتبال آسیا               | ۲۰۱۷ | · استرالیا | · ایران                | · کرهٔ جنوبی |
| جام بسکتبال زنان آسیا          | ۲۰۱۷ | · ژاپن     | · استرالیا             | · چین       |
| رقابت‌های بسکتبال جام آسیا      | ۲۰۱۶ | · ایران    | · کرهٔ جنوبی            | · اردن      |
| بسکتبال قهرمانی باشگاه‌های آسیا | ۲۰۱۷ | Al-Riyadi  | Xinjiang Flying Tigers | BC Astana   |